# Шаповалов, Витольд Викторович
Витольд Викторович Шаповалов (род. 19 января 1926 Снагость, Курскская область — август 2004) — советский историк, доктор исторических наук, профессор Ведущий специалист по истории Франции нового времени. Заведующий кафедрой всеобщей истории Черновицкого университета с 1967 по 1971 год. Глава правления общества «Знания» в Черновицкой области. Майор

## Биография
Родился 19 января 1926 года в селе Снагость, Кореновского района, Курской области в СССР. В 1943 году окончил школу, в 1944 году призван в июньскую армию. В марте 1945 года окончил курсы шифровально-штабной работы. В 1947 году демобилизован, поступил на факультет истории Черновицкого университета. В 1963 году поступил на годовую аспирантуру в Московский университет.
Тема кандидатской диссертации: «Борьба французского рабочего класса за непосредственные экономические требования и в защиту демократических свобод в 1951—1955 гг.»
С 1967 по 1971 заведующий кафедрой всеобщей истории Черновицкого университета. В 1980 защитил докторскую диссертацию на тему: «Борьба французского рабочего класса за социальный прогресс и демократию в годы Четвёртой республики».Защита состоялась в стенах Московского университета. В марте 1982 получил звание профессора.
Скончался в августе 2004 года в городе Черновцы. Похоронен на Центральном кладбище.